# 핀타섬
핀타섬(스페인어: Isla Pinta)은 에콰도르 갈라파고스 제도에 있는 섬이다. 아빙던 백작의 이름을 따서 아빙던섬이라는 이름으로도 불린다.

## 개요

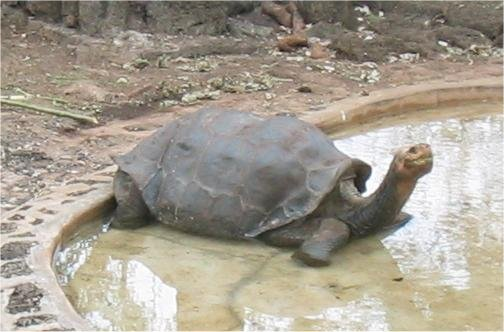
외로운 조지

면적은 60 km2이고, 최고점의 높이는 해발 777m이다. 핀타는 갈라파고스 제도에서 가장 유명한 거북이,‘외로운 조지’(Lonesome George)의 고향이다.
핀타 섬은 또한 제비꼬리갈매기, 바다이구아나, 참새매, 물개 그리고 많은 새들과 표유동물의 고향이기도 하다. 갈라파고스 제도의 가장 북단의 섬으로 한때 많은 거북이 수가 있었다. 핀타의 길게 늘어진 섬은 갈라파고스 활화산대의 최북단에 있다. 핀타는 순상화산이며, 가장 어린 화산과 용암 고랑이 있다.
2008년 1월 28일 갈라파고스 국립공원 사무소 관리인 빅트 캐리온은 핀타에 있는 53마리의 바다사자가 죽었다는 것을 발표했다. 2001년에도 밀렵꾼들에 의해 35마리의 바다사자가 죽음을 당했다.